# 사회공학 (정치학)
사회공학(社會工學, 영어: social engineering)은 원래 사회과학·사회학·사회심리학 등이 사회를 보는 견해의 중심이었으나, 사회의 급격한 기계화·공업화와 함께 새로운 대두된 견해이다.
가령, 개인의 심리는 큰 구실을 하지 못하며, 사회는 기계적으로 그리고 자동적으로 움직인다.
또한 마르크스가 미처 예상하지 못했던 현상도 많이 나타나 공학적 견해의 편이 현상을 보다 더 잘 설명할 수 있게 되었다.
사회 공학은 새롭고 미발달된 과학이나, 앞으로는 중요한 의의를 지니게 될 것이다. 

## 같이 보기
- 정치학